# اوستیای شمالی-آلانیا
جمهوری اوسِتیای شمالی-آلانیا (به روسی: Республика Северная Осетия — Алания, Respublika Severnaya Osetiya — Alaniya) یکی از واحدهای فدرال کشور روسیه است. مرکز آن شهر ولادی‌قفقاز است. جمعیت این جمهوری در سرشماری سال ۲۰۲۱ میلادی ۶۸۷٬۴۵۷ نفر اعلام شد.
مردم این جمهوری سرزمین خویش را «ایرستان» می‌نامند. زبان مردم این جمهوری زبان آسی است که یکی از زبان‌های ایرانی است.

## نام
نام آلانیا به قوم ایرانی اَلان‌ها اشاره دارد. اَلان تلفظی دیگر از واژه ایران است که معنای اصلی آن سرزمین آریاییان است.
در سال‌های پایانی اتحاد جماهیر شوروی، همزمان با فراگیر شدن جنبش‌های ملی‌گرایانه در سراسر قفقاز، بسیاری از روشنفکران در اتحاد جماهیر شوروی سابق اوستیای شمالی خواستار احیای نام آلانیا، پادشاهی قرون وسطایی آلان‌ها، شدند. اصطلاح «آلانیا» به سرعت از طریق نام شرکت‌های مختلف، یک کانال تلویزیونی، سازمان‌های سیاسی و مدنی ، انتشارات، تیم فوتبال و غیره در زندگی روزمره آسی‌ها (اوستیاییان) محبوب شد. در نوامبر ۱۹۹۴، نام «آلانیا» رسماً به نام جمهوری اضافه شد.

## جغرافیا
این جمهوری، یکی از بخش‌های ناحیه فدرالی قفقاز شمالی است. مساحت این جمهوری در حدود ۸۰۰۰ کیلومتر مربع است. حدود ۲۲٪ از مساحت این جمهوری را جنگل‌ها تشکیل می‌دهند. مهم‌ترین رودی که از این جمهوری عبور می‌کند، رود تِرِک است.
سرزمین اوستیا پیش از تأسیس شوروی نیز، بخشی از امپراتوری روسیه بود.
این سرزمین در سال ۱۹۲۴ میلادی، ابتدا به یک استان خودمختار و سپس در ۵ دسامبر ۱۹۳۶ به یکی از جمهوری‌های خودمختار کشور شوروی تبدیل شد. بر طبق تقسیم‌بندی‌های اداری در سال ۲۰۱۴ میلادی، این سرزمین از ۸ بخش و ۶ شهر تشکیل شده است. مرکز این جمهوری خودمختار، شهر ولادی قفقاز است.

## تاریخ
در قلمرو اوستیای شمالی نخست قبایل قفقازی زندگی می‌کردند. برخی از اَلان‌های کوچ‌نشین در قرن ۷ در منطقه مستقر شدند و پادشاهی آلانیا را تشکیل دادند. اهالی این پادشاهی سرانجام توسط مبلغین بیزانس به مسیحیت گرویدند.
اصلیت الان‌ها از سکاها بود. سکاها مجموعه‌ای از قبایل ایرانی و کوچنده‌ای بودند که از قرن هفتم پیش از میلاد بتدریج بر منطقه‌ای گسترده در دو سوی دریای خزر، از شمال دریای سیاه تا مغولستان امروز، مسلط شدند. تیره ای از آن‌ها نیز به نام سرمت‌ها (سکاهای غربی) از سده دوم پیش از میلاد بر منطقه شمال دریای سیاه شمال دریای و قفقاز شمالی تا رود دانوب تسلط یافتند که از قرون پس از میلاد به نام «آلان» ها از آنها یاد شده است.
سرمت‌ها از دید اسطوره‌ای پسران سلم در شاهنامه فردوسی هستند که برادر ایرانیان و تورانیان بوده‌اند. الانان در ادامهِ راه تیره‌های سکاها در قفقاز شمالی، کم و بیش هزار سال دوام آوردند. زندگی کوچ نشینی ناشی از اقتصاد دامپروی بسیاری از تیره‌ها و قبایل سکاها را وادار به تغییر مکان کرده است، اما در سرزمین قفقاز مرکزی همیشه گروهی ایرانی‌زبان به جای مانده‌اند.
آلانیا از جاده ابریشم که از قلمرو آن می‌گذشت بسیار سود برد. پس از قرون وسطی، حملات مکرر مغولان و تاتارها باعث کاهش جمعیت منطقه شد که در این زمان به آن‌ها آسی (اوستی) گفته می‌شد.
اسلام در قرن هفدهم توسط کاباردی‌ها به این منطقه معرفی شد. درگیری‌های بین خانات کریمه و امپراتوری عثمانی سرانجام اوستیا را به اتحاد با امپراتوری روسیه در قرن هجدهم سوق داد. کمی بعد، روسیه یک پایگاه نظامی در پایتخت آسی‌ها، یعنی ولادی‌قفقاز بنیاد کرد، و آن را به اولین منطقه تحت کنترل روسیه در شمال قفقاز تبدیل کرد. تا سال ۱۸۰۶، اوستیا تحت کنترل کامل روسیه درآمد.

## مردم
زبان مردم اوستیا ایرونی نامیده می‌شود که از زبان‌های ایرانی به‌شمار می‌رود.
جمعیت اوستیای شمالی در ۱۹۸۵م/ ۱۳۶۴ش، ۶۱۲ هزار نفر بوده است که ۷۱٪ آن‌ها در شهرها سکنی داشتند. در سال ۲۰۱۰ میلادی جمعیت این سرزمین ۷۱۲٬۹۸۰ نفر برآورد شد.
نتایج سرشماری سال ۲۰۱۰ نشان می‌دهد: اوستی‌ها ۶۵٫۱٪، روس‌ها ۲۰٫۸٪، اینگوش‌ها ۴٫۰٪، ارمنی‌ها ۲٫۳٪، قموق‌ها ۲٫۳٪، گرجی‌ها ۱٫۳٪، اوکراینی‌ها ۰٫۴٪ و دیگر نژادها نیز ۳٫۸٪ از جمعیت این سرزمین را تشکیل می‌دهند.
شمار زیادی از بازرگانان و کارگران ساختمانی ایرانی در سال‌های قرن ۱۹ میلادی به اوستیای شمالی مهاجرت کردند که با وجوه اهدایی و تلاش‌های آنان مسجد تاریخی ایرانیان در شهر ولادی‌قفقاز ساخته شد. این مسجد اکنون نیاز به بازسازی دارد.
پیش از ساخت مسجد تاریخی از سوی ایرانیان در شهر ولادی‌قفقاز تا سال‌های اوایل قرن بیستم (قبل از تشکیل شوروی) بیش از دو هزار ایرانی بویژه از شهر تبریز با انگیزه فعالیت‌های اقتصادی به منطقه اوستیای شمالی مهاجرت کردند که همراه هشت هزار آذربایجانی جامعه شیعیان را تشکیل می‌دادند.

## اقتصاد
در سال‌های اخیر، توسعه اقتصادی اوستیای شمالی-آلانیا موفقیت‌آمیز بوده است. شاخص‌های توسعه اجتماعی و اقتصادی جمهوری بین سال‌های ۲۰۰۵ و ۲۰۰۷ رشدی پایدار در همه بخش‌های اقتصاد و پارامترهای عمده اجتماعی نشان داد. طبیعت و شرایط آب و هوایی جمهوری به توسعه موفقیت‌آمیز بخش‌های مختلف اقتصادی کمک می‌کند که با وجود منابع طبیعی فراوان‌تر می‌شود. سرانه محصول ناخالص منطقه‌ای در سال ۲۰۰۶ میلادی ۶۱۰۰۰ روبل (۲۵۹۶ دلار) بود و در بازه زمانی ۲۰۰۵–۲۰۰۷ میلادی ۳۰٪ افزایش یافت. از سال ۲۰۰۵ تا ۲۰۰۷، متوسط دستمزد ماهانه در اوستیای شمالی-آلانیا دو برابر شد، و درآمد واقعی نقدی ۴۲٫۵ درصد افزایش یافت. از نظر رشد متوسط دستمزد ماهانه، جمهوری در قفقاز شمالی رتبه اول را دارد.
اولویت‌های اقتصادی دولت منطقه‌ای شامل رشد صنعتی، توسعه شرکت‌های کوچک، آبگرم توریستی و استراحتگاه‌ها و ساماندهی بودجه و مالیات است.
از بزرگ‌ترین شرکت‌های منطقه می‌توان به الکتروزینک، سوکافکازانرگو و پوبدیت (تولیدکننده تنگستن و مولیبدن) اشاره کرد.

موقعیت جمهوری اوستیای شمالی-آلانیا در نقشهٔ روسیه
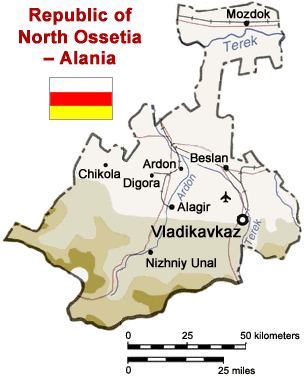
نقشه جمهوری اوستیای شمالی-آلانیا